# Volleyball (jeu vidéo)
Pour le sport, voir Volley-ball.
Volleyball (バレーボール) est un jeu vidéo de sport développé par Nintendo R&D1 et édité par Nintendo, sorti en 1986 sur Nintendo Entertainment System. 
C'est une adaptation du jeu Attack Four créé par Pax Softnica pour le MSX.

## Accueil
- Tilt : 12/20[1]
- IGN : 3/10[2]